# Evens Alcide
Evens Alcide (* 22. Juli 1992 in Cockburn Town) ist ein Fußballspieler von den Turks- und Caicosinseln.

## Karriere

### Verein
Alcide spielte von 2014 bis 2016 für die Faulkner Eagles, einer Universitätsmannschaft der Faulkner Universität, welche sich in Montgomery, Alabama befindet. Weitere Stationen des Spielers sind nicht bekannt.

### Nationalmannschaft
Sein Debüt für die Turks- und Caicosinseln gab Alcide am 23. März 2015 bei einer Partie gegen St. Kitts und Nevis im Zuge der Qualifikation zur Weltmeisterschaft 2018. Er stand die über komplette Zeit auf dem Feld und das Spiel ging mit 2:6 verloren.